# دانیله فری
دانیله فری (انگلیسی: Daniele Ferri؛ زادهٔ ۷ مارس ۱۹۹۲) بازیکن فوتبال اهل ایتالیا است.
از باشگاه‌هایی که در آن بازی کرده‌است می‌توان به باشگاه فوتبال گوریتسا، باشگاه فوتبال برشا، و باشگاه فوتبال چزنا اشاره کرد.